# Ikaría
Ikaría vagy Ikáría (görögül: Ικαρία) egy görög sziget az Égei-tengerben, Számosztól délnyugatra.
Nagyjából Buda területével azonos.
Fő települése és székhelye Agios Kirykos.

## Etimológia
A hagyomány alapján a nevét a görög mitológia Ikaroszáról, Daidalosz fiáról kapta, akiről azt mondták, hogy a közelben esett a tengerbe. 
A helyi szóhasználatban a szigetet Nikariának is nevezik (Νησί Ικαρία, „Ikaria szigete”).

## Népesség
| 2011 | 8 423 |
| 2021 | 8 843 |

Állítások szerint a sziget körülbelül minden harmadik lakója legalább 90 éves koráig él. Ennek eredményeként Ikariát a "kék zónák"  közé sorolják, azaz a világ azon részei közé tartozik, ahol az átlagosnál tovább élnek és magas a százévesek aránya. Ez feltehetően az egészséges táplálkozásuknak, az életmódjuknak és a genetikának köszönhető. Ám kutatások szerint sok idős ember valójában elhunyt a szigeten, de nyugdíjcsalás miatt nem készült halotti anyakönyvi kivonata, ezért a magas várható élettartamot mutató statisztikák csalóka képet mutathatnak.

## Gazdaság és turizmus

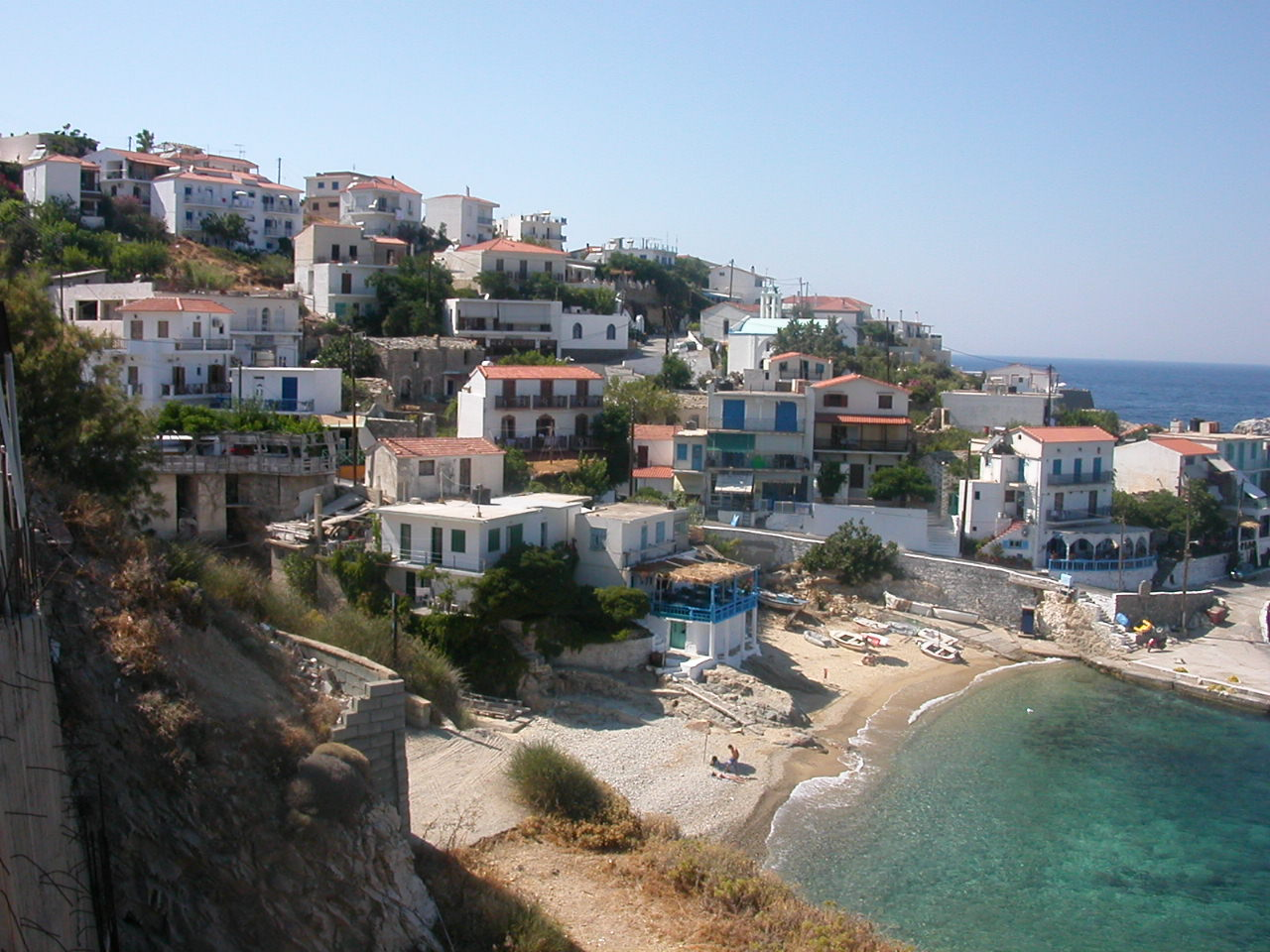
Armenistís, falu Ikaría északi részén

Az 1960-as évek óta a görög kormány egyre többet fektetett be a sziget infrastruktúrájának fejlesztésébe, így Ikaria némileg profitálhatott az idegenforgalmi fellendülésből.
Ennek ellenére Ikarián még mindig nincs tömegturizmus. Ezt akadályozza a nemzetközi repülőtér hiánya, a főbb látnivalók hiánya és az a tény, hogy sok helyen még mindig nem a nyugat-európai színvonalnak megfelelő az infrastruktúra. A turizmus mellett a nemzeti jövedelem jelentős részét továbbra is a mezőgazdaság adja.